# Cevo (gemeente)
Cevo is een gemeente in de Italiaanse provincie Brescia (regio Lombardije) en telt 1003 inwoners (31-12-2004). De oppervlakte bedraagt 35,3 km², de bevolkingsdichtheid is 29 inwoners per km².
De volgende frazioni maken deel uit van de gemeente: Andrista, Fresine, Isola

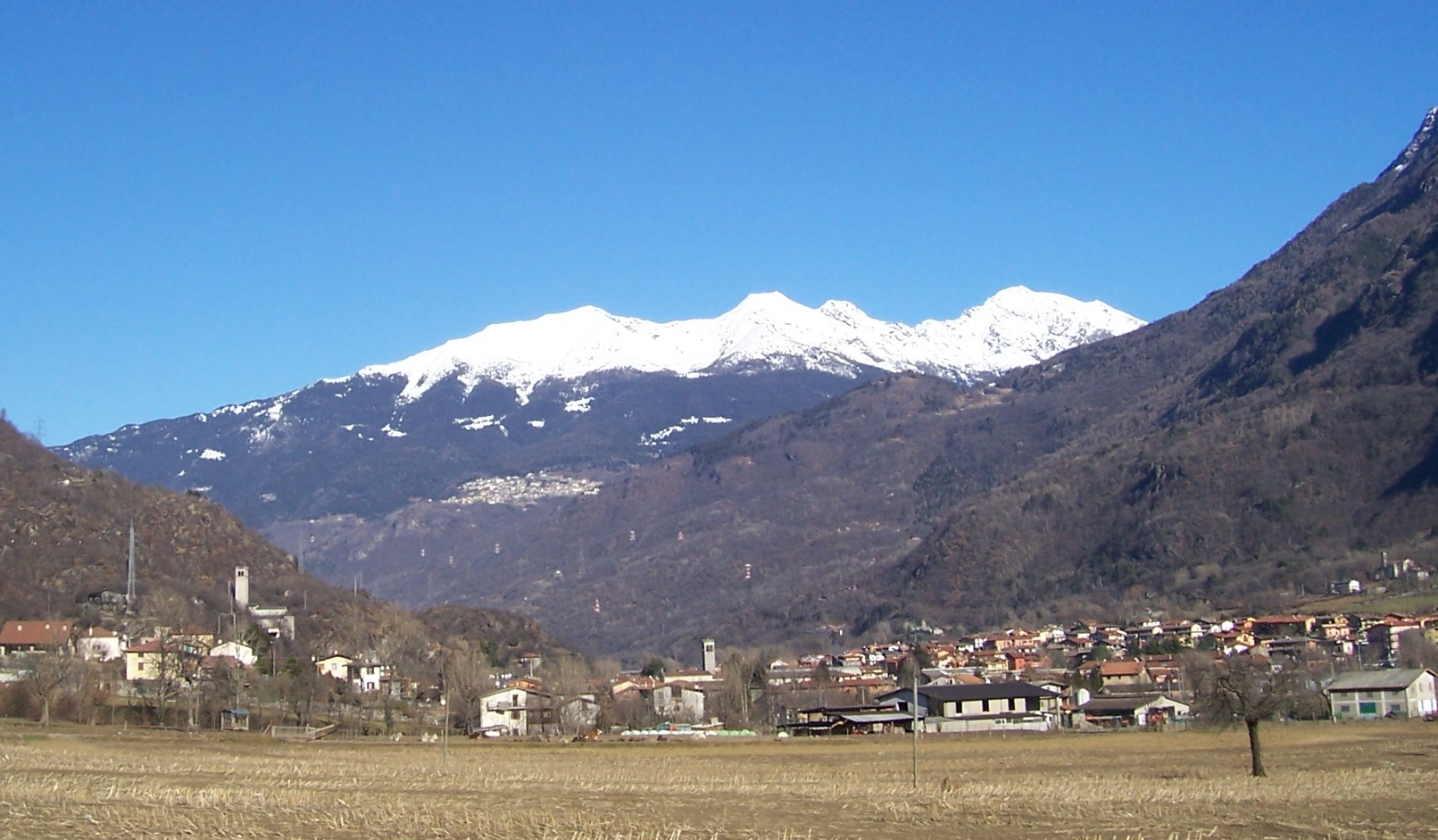
Cevo

## Demografie
Cevo telt ongeveer 462 huishoudens. Het aantal inwoners daalde in de periode 1991-2001 met 10,5% volgens cijfers uit de tienjaarlijkse volkstellingen van ISTAT.
| Jaar | Inwoneraantal |
| ---- | ------------- |
| 1991 | 1151          |
| 2001 | 1030          |

## Geografie
Cevo grenst aan de volgende gemeenten: Berzo Demo, Cedegolo, Ceto, Cimbergo, Daone (TN), Saviore dell'Adamello, Sonico.